# Suuns
Suuns és un grup de música de Mont-real (Canadà) format l'any 2006. Han publicat Zeroes QC (2010), Images Du Futur (2013),Hold/Still (2016) i Felt (2018).